# Rebutia iscayachensis
Rebutia iscayachensis Rausch 1977, es una especie fanerógama perteneciente a la familia de las Cactaceae. Actualmente es sinónimo de Aylostera pygmaea.

## Distribución
Es endémica de  Bolivia. Es una especie común que se ha extendido por todo el mundo

## Descripción
Es una planta perenne carnosa, globosa  de color verde armada de espinos  y  con las flores de color naranja y amarillo.